# Alegría de los otros
La Alegría de los otros es un documental chileno-español del 2009 dirigido por Carolina Espinoza, Ingrid Ormeño, y Kika Valdés. 

## Argumento
Tomando como punto de partida al plebiscito de Chile de 1988, donde el 55.99% de Chilenos optaron por elecciones libres, este documental es un recorrido por los protagonistas detrás de la campaña de la Franja del No que participaron desde el exilio: artistas, periodistas, publicistas, y otros que resistían desde el exilio. El movimiento, que era una coalición de muchos partidos de centro-izquierdas se encargaba de toda la logística propagandística en contra del régimen para el plebiscito.
Tras la victoria, a pesar de tener las esperanzas de que todo iba a cambiar, no mucho cambia para la gente en el exilio. Muchos de ellos todavía no podían regresar tras el plebiscito. 
El documental transcurre en Santiago de Chile, pero también en Madrid, Barcelona, Estocolmo, Montreal y París, ciudades emblemáticas que acogieron a muchos exiliados y vivieron con especial atención el proceso de retorno a la democracia en Chile. Son "los otros" los que cuentan "su" jornada del 5 de octubre de 1988.
En este sentido, en el documental existe una conexión transatlántica con la experiencia española tras la muerte de Franco y la Transición. En cierto sentido, los entrevistados españoles reviven su 20 de noviembre con la caída de Pinochet. La gran diferencia es que en España la muerte de Franco era muy censurada y controlada por los medios en España. Mientras tanto en las escenas de Chile vemos que estas reglas de censura no se aplican.